# Digital Subscriber Line Access Multiplexer

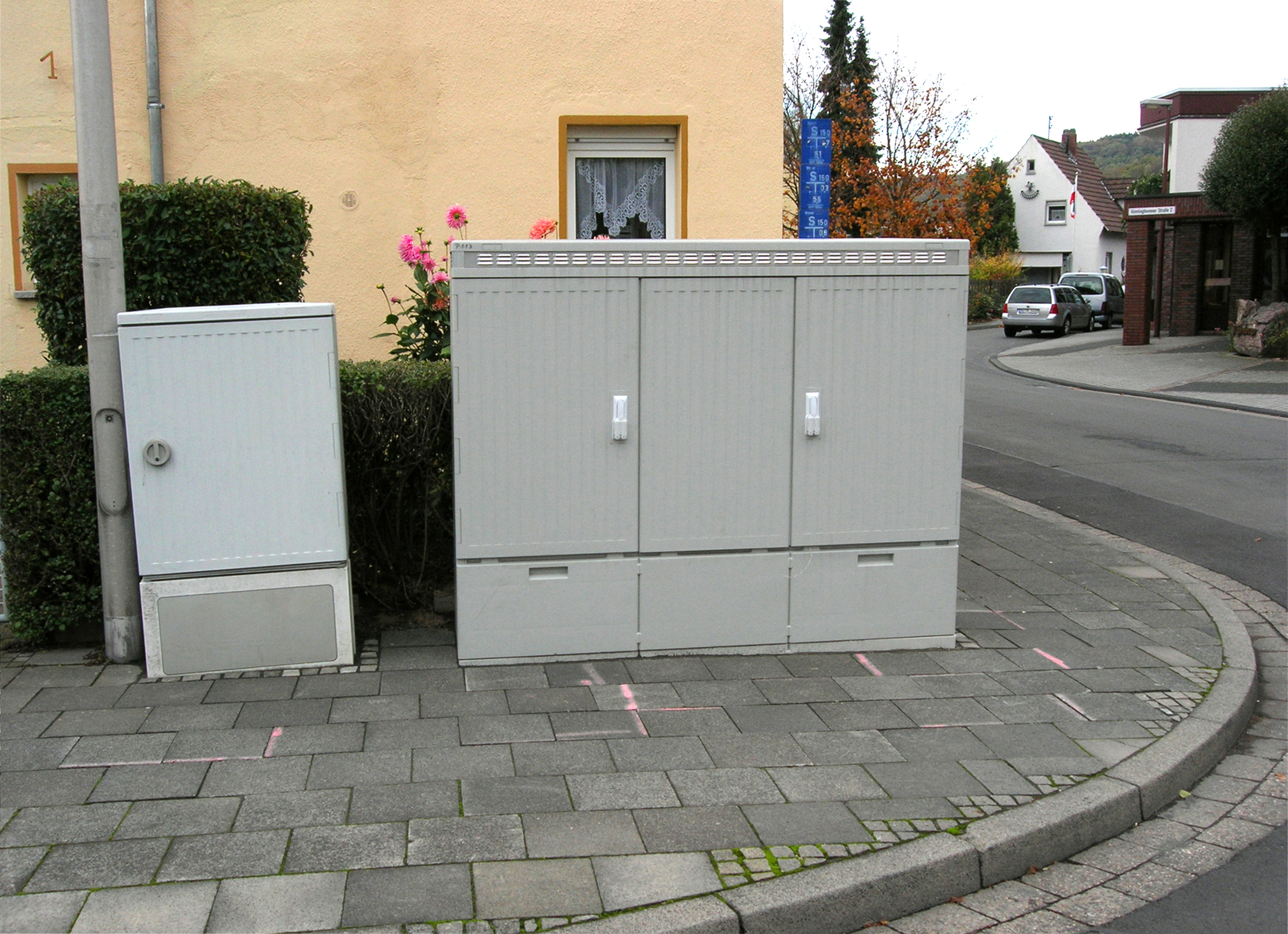
Kabelverzweiger (links), Multifunktionsgehäuse mit Outdoor-DSLAM (rechts)

Ein Digital Subscriber Line Access Multiplexer (engl. für „DSL-Zugangsmultiplexer“, kurz DSLAM, ausgespr. [di:slæm]) ist ein Teil der für den Betrieb von DSL benötigten Infrastruktur. DSLAMs stehen an einem Ort, an dem Teilnehmeranschlussleitungen zusammenlaufen. Meist handelt es sich dabei um eine Vermittlungsstelle, teils aber auch um dezentrale Aufschaltpunkte, z. B. in großen Büro- oder Wohnkomplexen.
Befindet sich der DSLAM innerhalb der Vermittlungsstelle, spricht man von einem „Indoor-DSLAM“, im anderen Fall von einem „Outdoor-DSLAM“. Letztere werden in Österreich auch Access Remote Unit (ARU) genannt. Im Fachjargon wird die Vermittlungsstelle als Central Office (CO) bezeichnet, der DSLAM teilweise mit dem Oberbegriff Central Office Equipment (COE).

## Funktion
Der DSLAM terminiert mit seinen Linecards die Teilnehmeranschlussleitungen, sammelt (oder verteilt) auf örtlicher Ebene den DSL-Datenverkehr der Endkunden und reicht ihn über das sogenannte Konzentratornetz an einen regionalen Breitband-Zugangsserver weiter, der für das IP-Routing und die PPPoE-Terminierung verantwortlich ist.
Der DSLAM ist das Gegenstück zum DSL-Modem beim Teilnehmer.
Der DSLAM legt in der Trainingsphase (Synchronisationsphase) mit dem DSL-Modem fest, welche Frequenzen für die DSL-Übertragung genutzt werden können. Da es in einem Kabel durch unterschiedliche Anschlüsse zu Beeinflussungen kommt, können unter Umständen nicht alle Frequenzen genutzt werden. In der Trainingsphase werden alle Frequenzen (bei ADSL nach ITU-T G.992.1 Annex B geht das Frequenzspektrum von 138 kHz bis 1100 kHz) getestet und die Frequenzen, bei denen fehlerhafte Pakete ankommen oder die gar nicht ankommen, als nicht benutzbar „markiert“. Diese Trainingsphase ist wichtig, um einen qualitativ hochwertigen DSL-Anschluss zu gewährleisten, der frei von Synchronisationsverlusten und Abbrüchen ist. Im DSLAM ist weiterhin ein Profil hinterlegt, in dem gespeichert wird, mit welchen Geschwindigkeiten der DSL-Anschluss im Up- und Downstream maximal synchronisiert wird. In diesem Profil wird weiterhin hinterlegt, welches minimale SNR-Margin erforderlich ist, und ob die Daten interleaved übertragen werden oder nicht (Fastpath). Wenn die Werte durch zu hohe Dämpfung auf der Leitung nicht eingehalten werden können, kann es je nach Profil (z. B. fixed-rate) zu ständigen Abbrüchen kommen, oder es werden niedrigere Übertragungsgeschwindigkeiten ausgehandelt (Flexible-Rate Profile oder auch RAM, d. h. Rate Adaptive Mode).
Bei ADSL2+-Anschlüssen ist es technisch möglich, während einer laufenden Verbindung (Synchronisation) einzelne Frequenzen abzuschalten oder wieder zu aktivieren. Diese Technik wird aber derzeit nicht überall genutzt, weil in vielen Modems dieser Modus schlecht implementiert ist und zu Fehlern führt.

### DSLAM (ATM)
Der ADSL-Datenverkehr wird in beiden Richtungen in ATM-Zellen übertragen. Die IP-Datenpakete werden in der Nutzlast der ATM-Zellen transportiert. Aufgabe des ADSL-DSLAM ist es, die vom Netz kommenden ATM-Zellen an die richtigen Teilnehmerports zu vermitteln und umgekehrt. Im OSI-Modell entspricht diese ATM-Vermittlungsfunktion einer Schicht-3-Funktion. Für das bei PPPoE darauf aufsetzende Ethernet und damit auch das Internet-Protokoll (IP) ist der DSLAM transparent. Bei einigen ADSL-Modems kann man auch auf die ATM-Schicht direkt zugreifen. Für PPPoA ist das sogar erforderlich. Normale ADSL-Modems jedoch haben fest eingestellte ATM-Parameter und reichen die darauf aufsetzende Ethernet-Schicht durch. Das hat zwar den Nachteil eines geringfügig höheren Overheads, jedoch den Vorteil der leichten Nutzbarkeit durch normale Ethernet-Netzwerkkarten.

### IP-DSLAM
IP-DSLAM steht für Internet Protocol Digital Subscriber Line Access Multiplexer. IP-DSLAMs terminieren den IP-Datenverkehr direkt und leiten ihn in ein IP-Netz. Zusätzlich können sie eine Routing-Funktion übernehmen.

## Bestandteile
Der DSLAM hat drei wesentliche Bestandteile: Linecards, eine Netzschnittstelle und eine Taktzuführung.

### Linecards

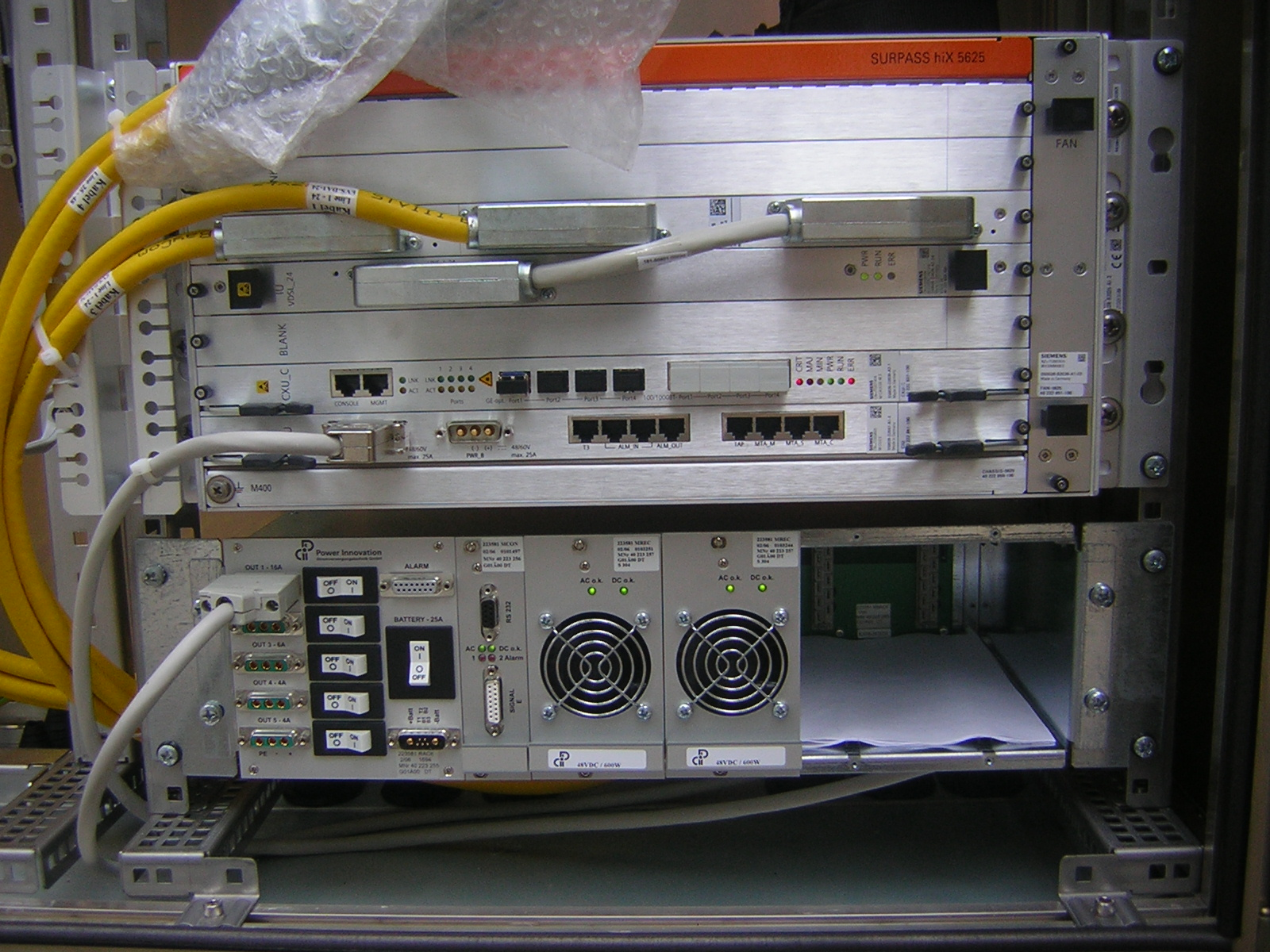
Alter VDSL-DSLAM der Firma Siemens; Technik: VDSL-DSLAM SURPASS hiX 5625; 24 Anschlüsse (mit zwei Linecards max. 48 Anschlüsse möglich.) Gelb die Vielfach-Kupferadern zu den Teilnehmeranschlüssen, unten das Netzteil. Die Glasfaserleitungen liegen hinten im Gehäuse.

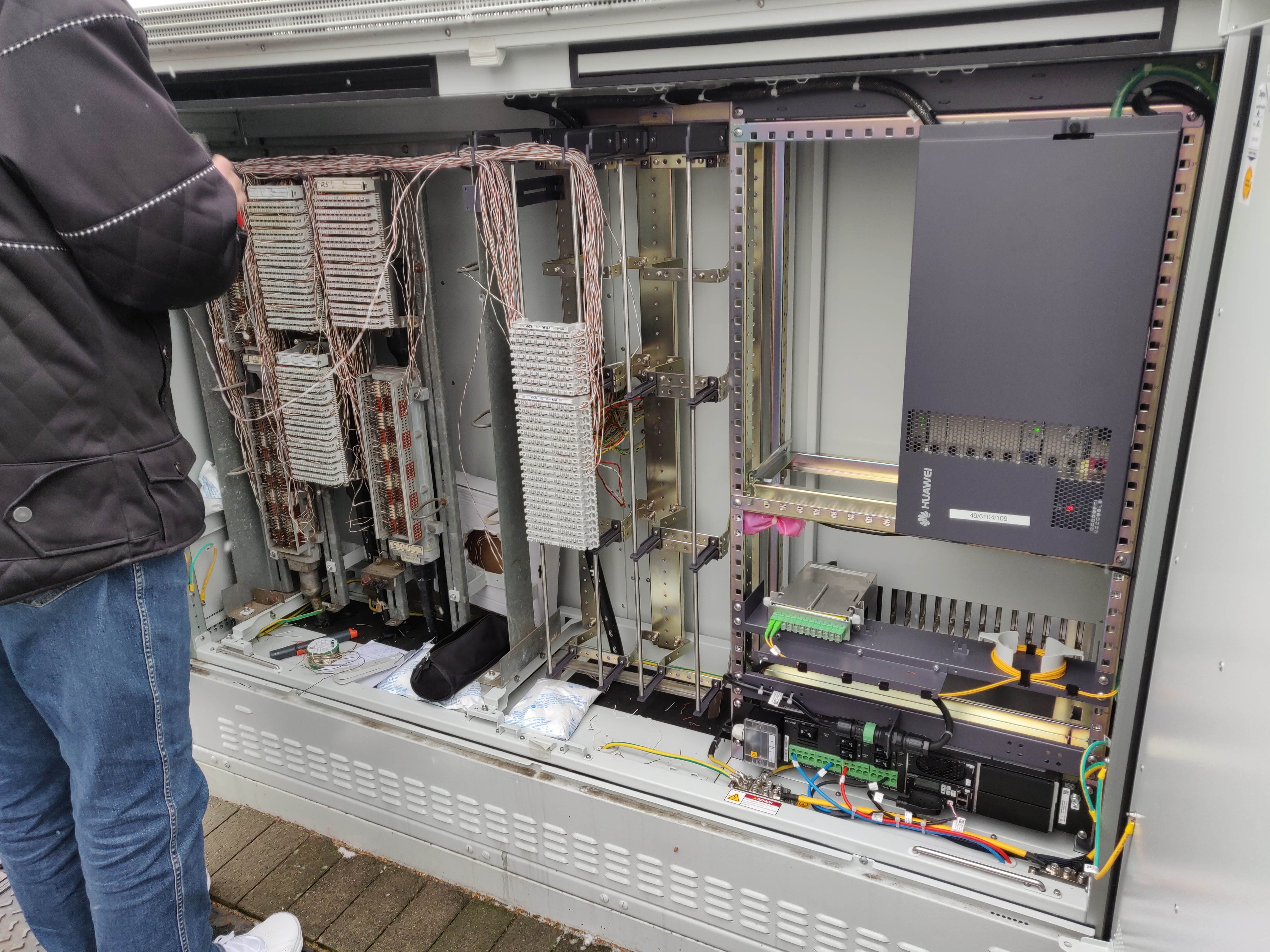
Aktueller VDSL-DSLAM der Deutschen Telekom AG mit Huawei VDSL Vectoring Gegenstelle und KVZ

Der DSLAM ist mit Steckplätzen für Linecards ausgerüstet. Auf diesen Linecards werden die Ports für die Leitungen, die zu den Teilnehmern gehen, zusammengefasst. Je nach Bauweise liegen auf einer Linecard 2, 8, 12, 16, 24, 32, 48, 64, 72 oder 96 Ports. Ein Port besteht im Wesentlichen aus einer Transceiver Unit (bei ADSL ATU-C, ADSL Transmission Unit Central Office genannt) sowie einem Splitter, falls die Leitung gleichzeitig für DSL-Datenverkehr und einen konventionellen Telefonanschluss (analog, ISDN) benutzt wird. Die ATU-C dient zum Empfang des Upstream-Signals und sendet das Downstream-Signal. Der Splitter kann je nach Bauart auf der Linecard untergebracht sein oder extern montiert werden.

### Netzschnittstelle
Das zweite wesentliche Bauteil des DSLAM ist dessen Network Interface, mit dem er rückwärtig an einen DSL-AC angebunden ist. Früher verwendete man hierfür meist ATM über Glasfaserkabel, zum Beispiel eine STM-1-Verbindung mit 155 Mbit/s Bandbreite, selten auch Richtfunk. Modernere DSLAM („IP-DSLAM“) verwenden zum Anschluss an das Backbonenetz eine Gigabit-Ethernet-Schnittstelle (elektrisch oder optisch). Die Bandbreite des Uplinks kann sich ein DSLAM-Master mit optionalen Slaves teilen, welche man an den Master anschließen kann (Kaskadierung der Slaves). Dies führt bei manchen Produkten dazu, dass der DSLAM-Master nicht voll mit Linecards bestückt werden kann, da die entsprechenden Baugruppen für den Datenverkehr der Kaskadierung benötigt werden. Eine weitere Möglichkeit zur Kaskadierung ist das Daisy-Chaining.

### Management
Des Weiteren gibt es bei einigen Modellen eine LAN-Schnittstelle (LCT, Local Craft Terminal), mit der der DSLAM an ein Verwaltungsnetz angeschlossen wird, aus dem er seine Konfiguration bezieht und gemanagt werden kann. Alternativ kann das Management bei vielen DSLAM inband durchgeführt werden. Hierbei werden die Managementdaten bei ATM-Uplinks innerhalb einer bestimmten PVC (siehe Virtuelle Verbindung) bzw. bei Ethernet Uplinks in einem bestimmten VLAN übertragen.

## Outdoor-DSLAM

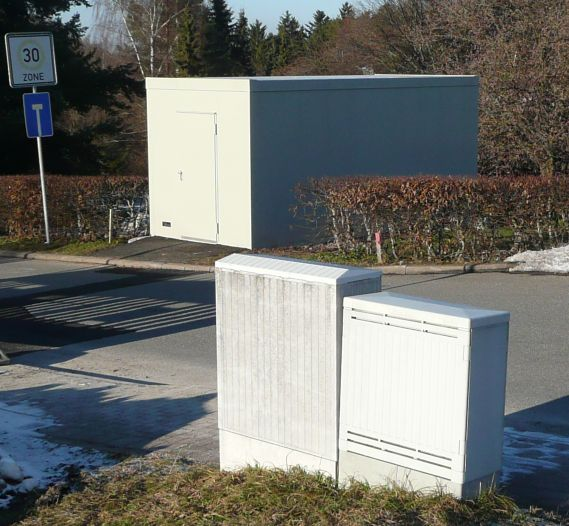
Outdoor-DSLAM (hinten) in Garagengröße für 2500 Einwohner. Zum Vergleich vorne Kabelverzweiger.

In Bereichen, in denen die Anschlussleitung bis in die Nähe des Kunden mit Glasfaserleitungen realisiert wurde (OPAL, HYTAS), muss die DSL-Terminierung dort erfolgen, wo der Übergang von Glasfaserleitungen auf Kupferkabel stattfindet, also zum Beispiel im Gebäude selbst oder im Kabelverzweiger. Dies geschieht mit Hilfe von Geräten, die als Outdoor-DSLAM oder Mini-DSLAM bezeichnet werden. Diese sind erheblich kleiner als die DSLAMs in den Vermittlungsstellen, weil sie wesentlich weniger Anschlüsse haben.
Der große Vorteil dieser Anordnung ist, dass durch die sehr kurzen Kupferleitungen zwischen DSLAM und Teilnehmer sehr hohe Bandbreiten möglich werden und so zum Beispiel auch VDSL genutzt werden kann. Im Jahr 2005 setzte daher die Deutsche Telekom erstmals Outdoor-DSLAMs ein, um Kunden im Rahmen eines Pilotprojekts mit VDSL- sowie ADSL2+-Anschlüssen zu versorgen. Nachteil ist der wesentlich höhere Aufwand pro Teilnehmer, wodurch die DSL-Versorgung in großen Teilen des deutschen Ostens – dem Haupteinsatzgebiet der OPAL-Technik – und in Gebieten fernab der Vermittlungsstellen lange Zeit nur relativ langsam vorangeschritten ist. Als Alternative wurde innerhalb eines GPON-Pilotprojekts die Glasfaserverkabelung bis in jedes einzelne Gebäude des betroffenen Gebiets hinein verlängert.
Outdoor-DSLAMs werden auch in mittels herkömmlichen Kupferanschlussleitungen angebundenen Gebieten eingesetzt, in denen eine ausreichende DSL-Versorgung aufgrund einer zu großen Entfernung zur Vermittlungsstelle (also wegen einer zu starken Leitungsdämpfung des DSL-Signals) nicht möglich ist. (FTTC)
In Österreich werden seit der Einführung von VDSL2 im Jahre 2009 von A1 Telekom Austria Outdoor-DSLAMs eingesetzt, die Access Remote Unit (ARU, vorgelagerte Einheit) genannt werden. Es sind üblicherweise etwa 2 m hohe Kästen mit einer eindeutigen Nummer in der Form „ARxxxx“. Es gibt damit VDSL@CO (Central Office) am Ort der Vermittlungsstelle (VSt), und VDSL@ARU am umgebauten oder neu errichteten Kabelverzweiger (KVz). Nachteilig wirkt sich das Übersprechen der VDSL-Signale vom Subscriber zum ARU auf die längeren klassischen DSL-Anbindungen in die Vermittlungsstelle aus, daraus entsteht ein Wettbewerbsnachteil für die Anbieter, die entbündelte Leitungen von A1 Telekom Austria nutzen.

### Technische Regulierung
Wenn im Einzugsbereich eines Outdoor-DSLAM zugleich auch aus der Vermittlungsstelle versorgte DSL-Anschlüsse geschaltet sind, so muss der Outdoor-DSLAM die Sendeleistung auf Teilen des Frequenzbereichs begrenzen, um Störungen der vermittlungsstellenversorgten Anschlüsse durch Übersprechen zu vermeiden. Das Verfahren wird Downstream Power Back-Off (DPBO) genannt und ist im ITU-Standard G.997.1 normiert. Bei der Installation eines Outdoor-DSLAM wird dabei zunächst die Dämpfung von der Vermittlungsstelle zum zu versorgenden KVz gemessen (Hauptkabeldämpfung). Aus dieser wird ein Wert bestimmt, der anschließend in die Formeln zur Berechnung eingefügt werden kann. Maßgeblich sind hier die Netzverträglichkeitsberichte „Prüfbericht 5“ für ADSL und „Prüfbericht 3“ für VDSL. Auf dem Outdoor-DSLAM sind dann entsprechende Profile einzurichten. Das vom Outdoor-DSLAM am Port aktive DPBO-Profil führt zu einer spektral angepassten Leistungsverteilung, die ausgehend von den niedrigen Frequenzen eine Zunahme der Dämpfung bis hin zu einer, ebenfalls aus dem Messwert mit den Prüfberichten zu errechnenden oberen Grenzfrequenz (MUF; maximum usable frequency) bewirkt.
Ab dieser oberen Grenzfrequenz ist ab dem Hauptverteiler nicht mehr mit einem nutzbaren DSL-Signal zu rechnen. Ersichtlich ist, dass diese Frequenz abhängig von der Länge und Beschaffenheit des Hauptkabels (Kabel von der Vermittlungsstelle zum KVz) ist.
Daher werden am Outdoor-DSLAM typischerweise auch DSL 6000 und langsamere Anschlüsse in Form von ADSL2+ geschaltet und können somit, wenn DPBO eingesetzt werden muss, auf den nur von ADSL2 genutzten Frequenzbereich zwischen 1,1 und 2,2 MHz ausweichen. In gleicher Weise kann ein VDSL2-DSLAM Rücksicht auf Hauptverteiler-versorgte ADSL2-Anschlüsse nehmen, indem er im Frequenzbereich bis 2,2 MHz mit abgesenkter Leistung sendet. DPBO hat oft den Effekt, dass ADSL-Leitungen, die am Outdoor-DSLAM angeschlossen sind, trotz geringer Kupferleitungslänge geringe Bitraten erreichen.

## Bedeutung auf dem Breitbandmarkt
DSLAMs stellen auf den meisten Telekommunikationsmärkten das häufigste Netzelement zum breitbandigen Anschluss von Teilnehmern an das Netz der Internetprovider dar und werden sowohl von etablierten Betreibern als auch von Wettbewerbern verwendet.
Wettbewerber erhalten hierzu am Hauptverteiler Zugang zu den Teilnehmeranschlussleitungen und mieten Kollokationsflächen in den Ortsvermittlungsstellen der etablierten Betreiber an, wo sie die eigenen DSLAMs platzieren und an ihr Konzentratornetz anbinden. Diesen Zugang der Wettbewerber nennt man Entbündelung (engl. unbundled local loop) oder im speziellen Fall auch Line-Sharing.
Für Outdoor-DSLAMs steht ein entsprechendes Verfahren (sub loop unbundling) bisher nicht zur Verfügung. In Deutschland ist die Bundesnetzagentur momentan (Mitte 2007) dabei, die Voraussetzungen hierfür zu schaffen.
Alternativ erreichen Internetprovider beim sogenannten Bitstromzugang ihre Kunden über die DSLAMs der etablierten Betreiber, wobei sie hierbei üblicherweise die DSLAM-Schaltprofile vorgeben können, was in Deutschland entgegen dem einschlägigen Standpunkt der European Regulators Group (ERG) jedoch nicht durch die Bundesnetzagentur implementiert ist.
Den Einsatz von eigener Technik ermöglichen jedoch in Deutschland die Kollokationsvarianten am Kabelverzweiger bzw. am Schaltverteiler. Dabei errichtet der alternative Provider eigene Systemtechnik (meist im Outdoor-Gehäuse) nahe dem Kunden, bindet diese per Querkabel an die KVz oder Schaltverteiler der Telekom an und mietet die Teilnehmeranschlussleitung (TAL) bis zum Kunden wahlweise exklusiv oder (seit Mitte 2011) im Line-Sharing-Verfahren.